# Wilhelm Brehmer
Svante Edvard Wilhelm Brehmer (i riksdagen kallad Brehmer i Mårdnäs, senare i Nynäs och i Södertälje), född 26 maj 1841 i Segersta socken, Gävleborgs län, död 13 november 1904 i Stockholm, var en svensk militär och politiker. 
Brehmer blev student vid Uppsala universitet 1859. Han avlade officersexamen 1860 och lantmäteriexamen 1864. Brehmer blev furir vid Hälsinge regemente 1858, underlöjtnant där 1860, löjtnant där 1864 och lantmäteriauskultant samma år. Han befordrades till kapten 1878, till major 1886 och till överstelöjtnant 1893. Brehmer var överste och chef för Södermanlands regemente 1896–1904. Han var arrendator av det tidigare överstebostället Mårdnäs 1866–1890.
Brehmer var ordförande i Segersta sockens brandstodskommitté och ledamot i styrelsen för Gefleborgs läns brandstodsbolag. Han var kommunalordförande i Segersta landskommun och landstingsman i Gävleborgs läns landsting (1883–1888). Brehmer var ledamot av första kammaren från 1890 (vald 1889) till sin död, invald för Gävleborgs läns valkrets. Han var suppleant i Lagutskottet 1890–1893, suppleant i tillfälligt utskott 1890–1892, ledamot i tillfälligt utskott 1892, suppleant i Statsutskottet 1894 och 1895, ledamot i särskilt utskott 1897, statsrevisorssuppleant 1896 och statsrevisor 1904.
Brehmer blev riddare av Svärdsorden 1883, kommendör av andra klassen av samma orden 1900 och kommendör av första klassen 1904..